# IDENTITY
《IDENTITY》（寶兒本色）為韓國女性歌手BoA於2010年2月10日發行之第七張錄音室專輯。

## 解說
- 與前作《THE FACE》相隔約約2年的新原創專輯。
- 與專輯名稱相同的意義，「自己音樂的証明」為主題。本人說「就有如穿著自己合適的服裝的感覺」。[1]
- DVDには「BUMP BUMP! feat. VERBAL（m-flo）」、「まもりたい 〜White Wishes〜」的音樂錄影帶之外，追加收錄於2009年4月6日在新木場STUDIO COAST的一夜限定特別活動「BoA Release Party “BEST & USA”～Thank You For Your Support!!～」的演唱會影像。
- 初回限定盤為特殊包裝樣式，封入2010年4月16日於東京國際Forum舉辦的「BoA LIVE TOUR 2010 ～IDENTITY～」追加公演的先行預約辦法。

## 發行版本
- CD+DVD
- CD ONLY

## 曲目

### CD
1. This Is Who I Am
作詞・作曲：BoA / 編曲：Gakushi
  - 說明BoA自己的歌曲。
2. EASY
作詞・作曲：BoA / 編曲：Gakushi
3. BUMP BUMP! feat. VERBAL(m-flo)
作詞：VERBAL / 作曲：VERBAL, AGENT KOZEL for KOZM® & Minami / 編曲：Hisashi Nawata
  - 29單曲。
4. LAZER
作詞・作曲：VERBAL, スグル ヤマモト™, Hisashi Nawata, Minami & Staxx T
  - VERBAL製作的歌曲。
5. interlude #1
6. is this love
作詞・作曲・編曲：Daisuke Kawaguchi
7. 守護你 〜White Wishes〜
作詞：MIZUE / 作曲：Hirro Yamaguchi / 編曲：JUNKOO
  - 30th單曲。
8. interlude #2
9. 躲貓貓
作詞：BoA / 作曲：U-Key zone / 編曲：Gakushi
10. THE END 以及 and... (album ver.)
(作詞・作曲：BoA / 編曲：Gakushi)
  - 30th單曲B面曲的專輯版本。
11. Possibility duet with 三浦大知
作詞・作曲：Nao'ymt
  - 本曲的音樂錄影帶收錄於2010年3月3日發行的演唱會DVD「BoA THE LIVE 2009 "X'mas"」的Bonus中。
12. Fallin'
作詞・作曲：BoA / 編曲：Gakushi, Yuichi Hamamatsu
13. my all
作詞：BoA / 作曲・編曲：Daisuke Kawaguchi

### DVD
【Music Video】
1. BUMP BUMP! feat. VERBAL(m-flo)
2. 守護你 〜White Wishes〜

【Special Contents】
BoA Release Party “BEST & USA” ～Thank You For Your Support!!～
Live at Studio Coast 6th April.2009
1. Special Medley
◆VALENTI (BEST & USA Ver.)
◆Sweet Impact
◆Winter Love
◆LOVE LETTER
◆DO THE MOTION
◆緊緊擁抱
2. Eat You Up
3. I Did It For Love
4. Look Who's Talking
5. UNIVERSE feat. Crystal Kay & VERBAL(m-flo)
6. 聖誕快樂 (BEST & USA Ver.)
7. 永遠
8. LOSE YOUR MIND

## 資料來源
1. ↑  .   [2010-07-15]. （原始内容存档于2010-02-24）.

## 外部連結
- 《IDENTITY》日文特設網站
- 《IDENTITY》中文特設網站